# Psilopleura meridionalis
Psilopleura meridionalis är en fjärilsart som beskrevs av Hans Zerny 1931. Psilopleura meridionalis ingår i släktet Psilopleura och familjen björnspinnare. Inga underarter finns listade.